# Viktminskning
Viktminskning innebär att minska sin kroppsvikt, genom minskning av sin totala kroppsmassa, kroppsvätskor, kroppsfett eller fettvävnad, och/eller muskler, senor, täthet i benen, eller annan bindväv.
Viktminskning kan ske avsiktligt som följd av bantning, eller annars förväntat till följd av anorexi eller mindre födointag i relation till mängden förbrukad energi, vilka kan se som förväntade viktminskningar, oavsett om de är önskvärda (som vid övervikt) eller skadliga (som vid ätstörningar). Onormal viktminskning, utan minskat födointag i relation till förbrukad energi, är ett tecken på en underliggande sjukdom och är därför ett symtom som i sig bör iakttagas. Bantning anses som den viktigaste riskfaktorn för att utveckla ätstörning. Många som provar att banta, ger upp efter en tid och återgår till sina gamla matvanor. Men en del reagerar med ökat ätande jämfört med innan bantningen, vilket i sin tur kan trigga igång en ny period med bantning. Om mönstret fortgår riskerar personen fastna i ett mönster mellan bantning och överätning.
Onormal viktminskning kan uppträda genom muskelatrofi, minskad mängd fett, vätskeförlust, eller som kombination av detta. Det räknas ofta som ett medicinskt problem för vuxna när det sker oavsiktligt samt åtminstone 10 % av personens kroppsvikt förlorats på ett halvår (t.ex. 6 kg om personen först vägde 60 kg), eller 5 % på en månad (t.ex. 3 kg om personen först vägde 60 kg). Ett annat kriterium är att onormal viktminskning sätts i relation till BMI, och att viktminskningen är onormal om en person når under gränsen för undervikt, det vill säga får ett BMI under 18,5. Dock bör påpekas att mindre viktminskning än så också kan vara ett allvarligt läge, så till exempel för äldre, sköra personer och för barn. 
Om viktminskningen leder till undervikt kan det tillståndet i sig förvärra hälsotillståndet, och ge t.ex.  menstruationsstörningar, försämrat immunförsvar, störningar i termoregleringen, förändrad ämnesomsättning, vitaminbrist, sämre ork och styrka, samt störningar i vätskebalansen. Beror viktförändringen på en underliggande sjukdom, förvärras alltså prognosen.
Om en viktminskning beror på att kroppen förbrukar mer näring än dess tillgångar (energireserver och föda), definieras det som en generell näringsbrist. Ibland kan onormal viktminskning vara en läkemedelsbiverkning. I annat fall kan det bero på en systemisk sjukdom. Sjukdomar som kan ge onormal viktminskning som symtom innefattar ämnesomsättningssjukdomar, endokrina sjukdomar, gastrointestinala störningar, AIDS, cancer, lungsjukdomar, njursjukdomar och hjärt- och kärlsjukdomar.
Icke-förväntad viktminskning, som inte handlar om födointaget, kan bero på försämrad matspjälkning eller malabsorption. En annan orsak är förändrade inre förutsättningar, t.ex. förhöjd ämnesomsättning (giftstruma), hjärtsvikt,  eller cancer. Tillståndet kan också bero på näringsförluster som vid diarré och kräkningar med mera